# 科什科瓦河
科什科瓦河（烏克蘭語：Кошкова），是烏克蘭的河流，位於該國西南部，屬於大庫亞利尼克河的左支流，發源自阿納托利夫卡以南，流經敖德薩州，河道全長53公里，流域面積431平方公里。